# Pardal de Taczanowski
El pardal de Taczanowski (Onychostruthus taczanowskii) és un ocell de la família dels passèrids (Passeridae) i única espècie del gènere Onychostruthus Richmond, 1917.

## Hàbitat i distribució
Habita praderies alpines de l'Himàlaia, a l'oest de la Xina i el Tibet.